# Horta (Vila Nova de Foz Côa)
Horta is een plaats (freguesia) in de Portugese gemeente Vila Nova de Foz Côa en telt 266 inwoners (2001).